# Neomys anomalus
Il toporagno d'acqua mediterraneo o di Miller (Neomys anomalus Cabrera, 1907) è un mammifero insettivoro della famiglia dei Soricidi.

## Distribuzione
Con cinque sottospecie (di cui solo Neomys anomalus anomalus e Neomys anomalus soricoides sembrano realmente accreditabili come sottospecie distinte) la specie è diffusa in gran parte dell'Europa, dal Portogallo alla Polonia, oltre che in Asia Minore ed Iran settentrionale, spingendosi ad est fino a Voronesh, in Russia. In Italia, la sottospecie milleri pare diffusa in gran parte della zona peninsulare, fatta eccezione per la penisola salentina.

Colonizza le aree umide, in particolar modo sulle sponde ricche di vegetazione dei piccoli corsi d'acqua: nelle zone dove il suo areale si sovrappone a quello di Neomys fodiens, pare assumere abitudini di vita più terricole, anche se in generale è a prescindere meno legato all'acqua rispetto al congenere, potendolo osservare anche nelle torbiere o sui prati umidi.

## Descrizione

### Dimensioni
Il corpo è lungo 6–9 cm, cui si sommano 4,5-6,7 cm di coda: il peso varia fra i 7,5-16,5 g. Anche in questo caso, pare che nelle aree dove la specie non deve competere con N. fodiens (ad esempio in Italia meridionale) gli esemplari raggiungano dimensioni maggiori.

### Aspetto
Il dorso è prevalentemente grigio scuro, mentre il ventre è di colore bianco-grigiastro, così come la gola e la mandibola. Le zampe sono rosate ed in particolare le posteriori sono larghe ed appiattite, mentre il muso è nerastro e ricoperto da lunghe vibrisse. La coda, glabra, nerastra ed in proporzione più corta rispetto a quella di Neomys fodiens, ha sezione rotonda ed in genere viene portata sempre parallelamente al terreno.

L'animale manca quasi del tutto dei bordi di setole sulle zampe posteriori e sulla parte inferiore della coda, il che ne tradisce le abitudini di vita non troppo strettamente acquatiche. Le punte dei denti sono di colore bruno-rossiccio.

## Biologia
Questi animali hanno abitudini principalmente solitarie: sono inoltre catadromi, ossia alternano periodi di riposo e di attività durante l'intero arco delle 24 ore. Il toporagno acquatico mediterraneo è in grado di nuotare molto bene e si immerge con facilità, anche se spesso si muove sul terreno ed addirittura lo si trova in ambienti del tutto privi di fonti d'acqua permanenti.

### Alimentazione
L'animale sfrutta le sue abilità natatorie per procacciarsi il cibo, costituito principalmente da piccoli pesciolini, granchi e vermi: sul terreno, si nutre prevalentemente di invertebrati, ma all'occorrenza caccia attivamente anche le rane.

### Riproduzione
La stagione riproduttiva va da aprile a settembre; in questi periodi il maschio bracca la femmina in estro per accoppiarsi, per poi allontanarsi dopo l'accoppiamento.

La femmina, dopo una gestazione di circa tre mesi, dà alla luce dai quattro agli otto cuccioli, che sono in grado di vedere solo a partire dalla seconda settimana e mezza d'età e vengono svezzati attorno al mese di vita. La femmina è in grado di dare alla luce da 2 a 3 nidiate all'anno.
La speranza di vita di questi animali, in cattività, è di circa 2 anni.